# Марсианци
Марсианците са предполагаемите обитатели на планетата Марс. Съществуват хипотези, че на Марс има или е имало живот, но няма доказателства за това. Друго твърдение, е че животът на Земята се е зародил на друга планета, като например Марс, и се е разпространил чрез комета. Някои учени смятат, че на планетата има вкаменили се микроорганизми, като за доказателство използват метеорит.
Марсианците са популярна тема в изкуството, като представители на една от извънземните цивилизации. Ако Марс се колонизира от хора поколенията произлизащи от първоначалните заселници ще се наричат марсианци.